# Termitolister koehleri
Termitolister koehleri är en skalbaggsart som beskrevs av Bruch 1930. Termitolister koehleri ingår i släktet Termitolister och familjen stumpbaggar. Inga underarter finns listade i Catalogue of Life.